# Nate Wooley

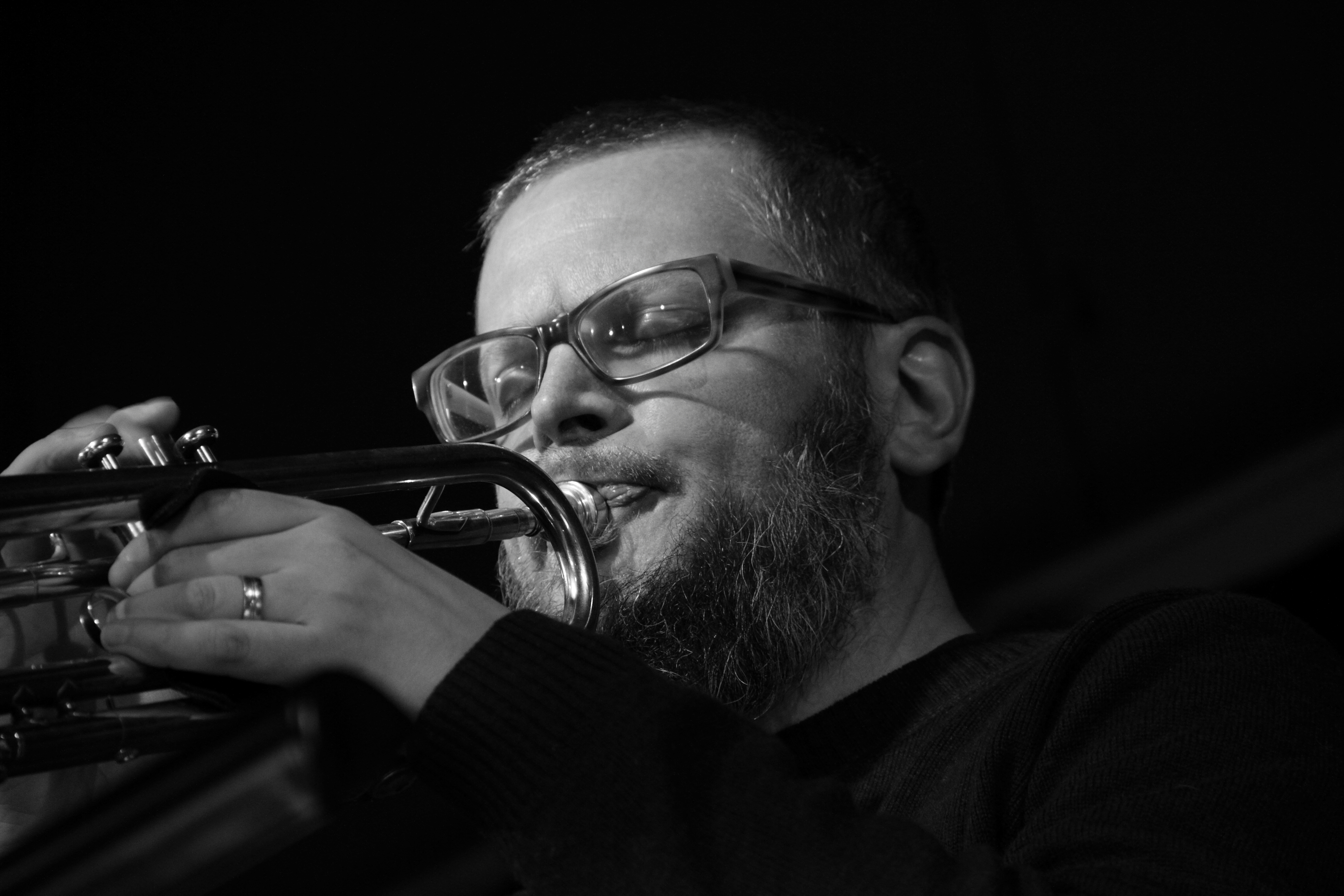
Nate Wooley in 2014

Nate Wooley (Clatskanie (Oregon), 1974) is een Amerikaanse trompettist in de jazz en geïmproviseerde muziek.

## Biografie
Wooley, die opgroeide in een vissersdorp in Oregon, speelt sinds zijn dertiende als professioneel muzikant, om te beginnen in de band van zijn vader. Tijdens zijn studie in Colorado was hij leerling van Ron Miles, Art Lande, Fred Hess en Jack Wright. Hij trad op met musici als Anthony Braxton, Paul Lytton, John Zorn, Fred Frith en Marilyn Crispell. Verder speelde hij met Bob Rainey, Alessandro Bosetti, Fritz Welch, Herb Robertson, Kevin Norton, Tony Malaby, Randy Peterson, Scott Rosenberg, Matt Moran, Chris Speed, Andrew D’Angelo, Tim Barnes, Okkyung Lee en Assif Tsahar.
Naast optredens als solist leidt hij het trio Blue Collar (met Steve Swell en Tatsuya Nakatani) en het Nate Wooley Quartet (met Matt Moran, Reuben Radding en Take Toriyama). Tevens speelt hij in het project Attack/Adorn/Decay.

## Discografie (selectie)
- Blue Collar: Lovely Hazel, 2005
- Wrong Shape to Be a Story Teller, 2005
- Matt Hannafin/Brian Moran/Nate Wooley: This Machine Kills Fascists, 2005
- Daniel Levin: Blurry (Hatology, 2007)
- Nate Wooley/Fred Lonberg-Holm/Jason Roebke: Throw Down Your Hammer and Sing, 2007
- (Put Your) Hands Together (Clean Feed Records, 2011)
- Trumpet/Amplifier (Smeraldina-Rima, 2011)
- (Sit In) The Throne of Friendship (Clean Feed Records, 2013), met Josh Sinton, Matt Moran, Eivind Opsvik, Dan Peck, Harris Eisenstadt
- Seven Storey Mountain III And IV (2013), met David Grubbs, Paul Lytton, Matt Moran, Chris Dingman
- Nate Wooley/Hugo Antunes/Chris Corsano: Malus (NoBusiness Records, 2014)